# Alfredo C. Machado
Alfredo C. Machado (Rio de Janeiro, 1922 - 08 de fevereiro de 1991) foi cofundador e presidente-executivo da Editora Record. Revolucionou o mercado editorial brasileiro, sendo reconhecido mundialmente por sua atuação. Formou-se em Direito no ano de 1945, mas nunca exerceu a profissão. Era pai do economista Sérgio Machado.
Alfredo C. Machado havia trabalho como tradutor no Suplemento Juvenil de Adolfo Aizen, dos doze aos dezessete anos. Em 1939 muda-se para O Globo Juvenil do jornal O Globo de Roberto Marinho, alegando que seu salário em Suplemento Juvenil, era baixo.
Em 1942, criou, com o futuro cunhado Décio Guimarães de Abreu, a Distribuidora Record de Serviços de Imprensa – na época, um syndicate, responsável pela distribuição de quadrinhos e outros serviços de imprensa.
Em 1941, Machado viajou aos Estados, a fim de convencer que os três maiores syndicates, King Features, Associated Press e United Press, fossem representados pela Record; no entanto, as empresas alegaram já possuírem representantes no Brasil, e com isso a Record passou a representar pequenos syndicates e as editoras de quadrinhos Fawcett Comics e Timely Comics. A Record tinha entre seus clientes Aizen, Marinho e Assis Chateaubriand (do Diários Associados, que publicava a revista O Guri). A empresa não apenas vendia as histórias em quadrinhos e passatempos, como também prestava serviços de tradução e editoração, como no caso da revista Vida Juvenil da editora Vida Doméstica lançada em 1949.
Foi Secretário de Turismo da Prefeitura do Rio de Janeiro durante o governo de Marcos Tamoyo.
Foi também Presidente do Sindicato Nacional dos editores de Livros - SNEL entre os anos de 1987 a 1990.
Faleceu no dia 8 de fevereiro de 1991, aos 68 anos, no hospital São Vicente de Paulo, no Rio de Janeiro, vítima de um câncer no cérebro.
Sua morte foi lembrada em um obituário publicado pelo jornal The New York Times.